# 3GIS
3GIS, 3G Infrastructure Services AB, ett av Telenor AB och Hi3G Access AB gemensamägt infrastrukturbolag. 3GIS bildades 2001 och har till uppgift att bygga, driva och underhålla och avveckla sina båda ägares gemensamma mobiltelefoninät för tredje generationens mobiltelefonisystem, 3G (UMTS). Respektive ägarbolag bygger, äger och driver därutöver egna nät i Stockholm, Göteborg, Malmö och Karlskrona.